# Stosatea cretica
Stosatea cretica är en mångfotingart som först beskrevs av Karl Wilhelm Verhoeff 1901.  Stosatea cretica ingår i släktet Stosatea och familjen orangeridubbelfotingar. Inga underarter finns listade i Catalogue of Life.